# Libya Linea
La Libya Linea è una struttura geologica della superficie di Europa.